# August Ludwig Hülsen
Pour les articles homonymes, voir Hülsen.
August Ludwig Hülsen connu également sous le pseudonyme de Hegekern, né le 3 mai 1765 à Aken et mort le 2 septembre 1809[réf. nécessaire] à Stechow, est un pédagogue et un philosophe allemand du premier romantisme.
Fils de pasteur, Hülsen devient le précepteur de Friedrich de La Motte-Fouqué qu'il convertit peu à peu à ses théories. Il noue des contacts avec les premiers représentants du romantisme allemand parmi lesquels Friedrich Schlegel qui l'encense. Hülsen est le représentant d'une forme de philosophie idéaliste qui fait de lui l'un des critiques d'Immanuel Kant comme l'est Johann Gottlieb Fichte. En ce qui concerne la politique, il se démarque de l'exaltation romantique pour les idéaux médiévaux et l'on peut percevoir chez lui de légères tendances anarchistes. Par la suite, il s'intéresse aux théories sur le magnétisme.